# Kościół Podwyższenia Krzyża Świętego w Golicach
Kościół pw. Podwyższenia Krzyża Świętego w Golicach – rzymskokatolicki kościół filialny w Golicach, w powiecie słubickim, w województwie lubuskim. Należy do dekanatu Kostrzyn w diecezji zielonogórsko-gorzowskiej.